# 33 Eskadra Towarzysząca

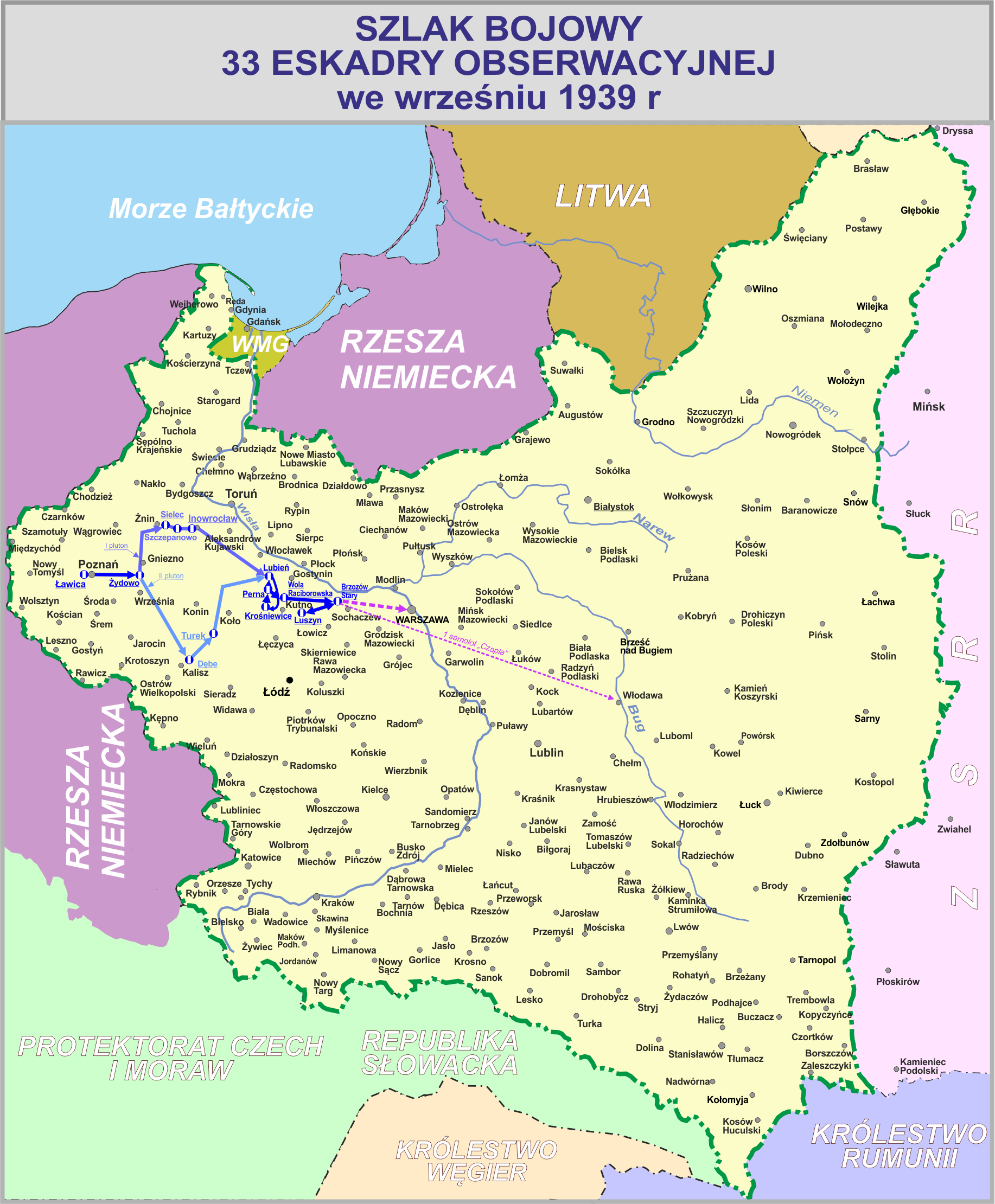

33 eskadra towarzysząca – pododdział lotnictwa Wojska Polskiego w II Rzeczypospolitej.
W 1934 w Poznaniu-Ławicy została sformowana 33 eskadra towarzysząca. Na jej bazie w 1937 powstały dwie kolejne eskadry towarzyszące  3 pułku lotniczego. 
W kampanii wrześniowej jako eskadra obserwacyjna walczyła w składzie lotnictwa Armii „Poznań”.
Godło eskadry: 
- „Ważka (pasikonik[3]) z lornetą” na tle białego rombu.

## Formowanie i szkolenie 33 eskadry towarzyszącej
33 eskadra towarzysząca została sformowana w październiku i listopadzie 1934 w składzie 3 pułku lotniczego w Poznaniu-Ławicy. Podstawę organizacji eskadry stanowił rozkaz L. 2274/Tjn. Org. I Wiceministra Spraw Wojskowych z  30 sierpnia 1934. Określony w tym rozkazie termin formowania eskadry na dzień 15 września 1934 nie został zachowany. 
Z braku odpowiednich pomieszczeń na Ławicy, formowanie odbywało się w pomieszczeniach hali balonowej na Winiarach. Do eskadry kierowano obserwatorów i pilotów o dużym doświadczeniu. Początkowo eskadra dysponowała kilkoma samolotami różnych typów, które z czasem zostały wymieniono na samoloty typu Lublin R-XIIIC. Organizacyjnie weszła w skład II dywizjonu liniowego. Do wiosny 1934 kompletowano załogi, personel obsługi naziemnej, samoloty i inne wyposażenie. Zorganizowane zostały 3 plutony po 3 samoloty.
Podczas letnich ćwiczeń dwa plutony uzyskały zdolność ćwiczebną i odleciały na lotniska polowe celem współpracy z dywizjami piechoty. 
Jesienią powstały kolejne 2 plutony. Z dniem 31 grudnia rozwiązano jednak V pluton.
Zima 1936 personel latający szkolił się w zakresie: taktyki działań broni połączonych, nawigacji i geografii lotniczej oraz rozpoznawania i określania długości kolumn w marszu.
Od maja eskadra zaczęła się przezbrajać  na  samoloty Lublin R-XIIID, będące ulepszoną wersją poprzedniego typu. Latem eskadra odbyła szkołę ognia na poligonie Biedrusko, W lipcu 3 jej plutony wzięły udział w koncentracji jednostek lotniczych w rejonie Gniezna. Tu dowództwo 3 Grupy Lotniczej zorganizowało dwustronne manewry lotnicze bez udziału wojsk lądowych. Ćwiczenia zakończono zlotem wszystkich jednostek na lotnisku Mokotowskim w Warszawie oraz defiladą powietrzną.
We wrześniu 1937 eskadra uczestniczyła w ćwiczeniach odbywających się na terenie Wielkopolski w obozach ćwiczebnych Barycz i Radusz współdziałając między innymi z 10. i 26 Dywizją Piechoty. Pod koniec września eskadra odleciała na ćwiczenia  z  udziałem jednostek myśliwskich i liniowych. 
W oparciu o rozkaz Departamentu Dowodzenia Ogólnego MSWojsk. L.dz. 4359 tjn. z 19 lipca 1937,  w 3 pułku lotniczym powstały jeszcze 2 eskadry towarzyszące oraz dowództwo IV dywizjonu towarzyszącego, w skład którego weszły wszystkie eskadry towarzyszące pułku. Zalążkiem dla nowo formowanych eskadr była właśnie 33 eskadra. W nowej strukturze wszystkie eskadry towarzyszące miały po 2 plutony, dysponując 3 samolotami każdy, plus samolot dowódcy eskadry. W okresie reorganizacji 33 eskadra przeniosła się do nowo wybudowanego hangaru na Ławicy.
Zimą 1938 załogi ćwiczyły współdziałanie z 25 Dywizją Piechoty. Latem, wspólnie z wojskami lądowymi, ćwiczono na terenie Pomorza i Wielkopolski. W grudniu trwała szkoła ognia lotniczego.

## Działania 33 eskadry obserwacyjnej w 1939
Wzmagające się zagrożenie wybuchem wojny z III Rzeszą Niemiecką narzuciło konieczność bardziej intensywnego przygotowania się do działań bojowych. W lutym eskadra odleciała na szkołę ognia. Eskadrze wymieniono samoloty R.XIIID na znacznie nowocześniejsze RWD-14 Czapla.
Z uwagi na fakt, że plutony miały działać samodzielnie, podzielono posiadany sprzęt i wyposażenie materialowo-warsztatowe na dwie części. W tym czasie do eskadry zaczęli napływać rezerwiści powoływani imiennymi kartami MOB. Od połowy sierpnia zarządzono w 3 pułku lotniczym pogotowie. Personel był skoszarowany na lotnisku, skąd oddalić się można było jedynie za specjalnymi przepustkami.

### Mobilizacja eskadry
Eskadra mobilizację sierpniową przeprowadziła na lotnisku Ławica. Po wykonaniu czynności mobilizacyjnych, w nocy z 28 na 29 sierpnia rzut kołowy odjechał na lotnisko Żydowo. 31 sierpnia przyleciało za nim siedem samolotów obserwacyjnych RWD-14 Czapla i 2 samoloty szkolne RWD-8. Jeszcze przed odlotem dowódca eskadry przekazał do plutonu łącznikowego nr 6 dwóch obserwatorów – oficerów rezerwy, a przyjął z rozwiązanej 39 eskadry towarzyszącej trzech oficerów zawodowych.

### Działania eskadry w kampanii wrześniowej
W kampanii wrześniowej eskadra walczyła w składzie Armii „Poznań”. 
Już 1 września nastąpił podział jednostki: I/33 pluton został przydzielony do dyspozycji dowódcy 26 Dywizji Piechoty i przesunięty na lądowisko Sielec, a II/33 pluton wszedł w podporządkowanie 25 Dywizji Piechoty i odleciał na lądowisko Dębe. Dowódca eskadry pozostał przy I plutonie. Zadań bojowych nie wykonywano.
2 września załogi obu plutonów wykonały po kilka lotów rozpoznawczych i łącznościowych.
3 września na rozpoznanie nieprzyjaciela w rejon Czarnków–Ujście–Wągrowiec wystartowała załoga: ppor. obs. Zygmunt Rattay i kpr. pil. Jan Michalak. Przy podejściu do zrzutu meldunku na płachtę dowódcy armii w Wapnie Nowym, samolot został ostrzelany przez OPL osłony sztabu Armii „Poznań”. Podczas przymusowego lądowania „Czapla” została rozbita. Załoga nie odniosła większych obrażeń. Wieczorem  I/33 pluton przegrupował się na lądowisko Szczepanowo, a  
II/33, po wykonaniu zadań na korzyść dowódcy 25 Dywizji Piechoty, odleciał na lądowisko Turek. W nocy  kpt. Stanisław Zaleski i sierż. Stefan Nowak  polecieli nad terytorium wroga w rejon Piła-Krzyż szukając nieprzyjacielskich kolumn pancernych.
4 września dwukrotnie na rozpoznanie w rejonie Nakła i Bydgoszczy latał dowódca eskadry z sierż. Nowakiem. W drugim locie ich „Czaplę” zaatakował niemiecki myśliwiec – bez powodzenia.  Wieczorem przyszedł rozkaz natychmiastowego odejścia 1/33 plutonu w rejon Inowrocławia. Przy lądowaniu w ciemnościach samolot por. Antoniego Mikienki i plut. Mieczysława Orłowskiego wpadł na kołującą „Czaplę” ppor. Zygmunta Rattaya i kpr. Jana Michalaka. Załogi nie doznały obrażeń, ale oba samoloty zostały zniszczone. W tym czasie załogi ppor. Sawickiego, ppor. Tomaszewskiego i ppor. Wilczyńskiego z II/33 plutonu wykonały 2 loty rozpoznawcze i 1 łącznościowy na zapotrzebowanie sztabu  25 Dywizji Piechoty.
5 września I/33 pluton dysponował tylko „Czaplą". Załoga wykonała 2 loty na korzyść 26 Dywizji Piechoty. W tym dniu załogi II/33 plutonu startowały 3-krotnie, rozpoznając w rejonie Kalisza i Ostrowa Wielkopolskiego. Z lotu nie wróciła załoga: ppor. obs. Tadeusz Sawicki i kpr. pil. Brunon Ślebioda. Ich samolot został prawdopodobnie zestrzelony przez niemiecki 55 pułk piechoty.
W dniach od 6 do 8 września I/33 pluton wykonał kilka lotów na korzyść dowódcy 26 Dywizji Piechoty. 8 września kpt. Stanisław Zaleski otrzymał rozkaz przesunięcia na prawy brzeg Wisły i przekazania 1 „Czapli” do 46 eskadry obserwacyjnej, a 1 RWD-8 do eskadry łącznikowej por. obs. Eichstaedta. W tym okresie załogi II/33 wykonały 4 zadania na korzyść dowódcy 25 Dywizji Piechoty.
9 września rozkaz odejścia I/33 plutonu do Armii „Pomorze” został odwołany, a oba plutony połączyły na lotnisku Lubień. W tym czasie eskadra dysponowała 3 „Czaplami” i 1 RWD-8. Por. Jan Jaworski i plut. Mieczysław Orłowski polecieli w rejon Aleksandrowa Kujawskiego, por. Mikienko i ppor. Rejecki w rejon Strykowa, a rejon Głowna rozpoznawał ppor. Rattay i kpr. Marian Zajączkowski.
10 września eskadra dysponowała 2 samolotami typu „Czapla”. W tym dniu samoloty odleciały na lotnisko Krośniewice, a niedługo potem na lądowisko Kamienna. Startowano na rozpoznanie kierunków: Września, Gniezno i Żnin.
11 września wykonano kilka  lotów dla potrzeb dowództwa armii.
12 września nastąpiło przesunięcie eskadry na lądowisko Wola Raciborska. W tym dniu załogi rozpoznawały przedpole na kierunku zachodnim.
13 września załoga: kpt. Zaleski i sierż. Nowak rozpoznawali obszar na wschód od  Bzury, natomiast załoga ppor. Rattaya z ppor. Rejeckim badała sytuację w rejonie Płocka i Gąbina.
14 września por. Jaworski z kpr. Barankiewiczem polecieli rano na rozpoznanie rejonu Wisły. Na skutek intensywnego bombardowania okolic Woli Raciborskiej, nastąpiło przesunięcie eskadry na lądowisko Brzozów Stary.
15 września samoloty odleciały do Luszyna. Niedługo potem, z uwagi na zmasowane naloty Luftwaffe, nastąpił powrót do Brzozowa. W tym dniu eskadra wykonała tylko 1 lot łącznościowy.
16 września ppor. Józef Tomaszewski z sierż. Nowakiem rozpoznawali odcinek Wisły Wyszogród–Modlin. Nad Gąbinem własna OPL postrzelała „Czaplę”, a pilotowi z najwyższym trudem udało się dociągnąć w rejon lotniska, rozbijając jednak „Czaplę” przy lądowaniu.
17 września z Brzozowa, na samolocie „Czapla”, w kierunku granicy polsko-rumuńskiej, odlecieli ppor. obs. Jan Tomaszewski i ppor. pil. Jan Rejecki. Z braku paliwa lądowali koło Włodawy. Dalej ku granicy maszerowali pieszo i transportem przygodnym. Do Rumunii dotarł tylko Tomaszewski, a Rejecki został internowany przez jednostki Armii Czerwonej. Pozostały personel eskadry początkowo samochodami, a następnie spieszony, przedzierał się z okrążenia nad Bzurą do Modlina i Warszawy. Część wzięła udział w obronie tych miast. Po kapitulacji Modlina i Warszawy większość oficerów eskadry dostała się do niewoli. Podczas walk i bombardowań w Kampinosie zginął ppor. obs. Aleksander Wilczyński.
| Działania eskadry | Działania eskadry | Działania eskadry | Działania eskadry |
| ----------------- | --- | --- | --- |
|                   | loty bojowe | w tym łącznikowe | zestrzelenia |
| 44                | 4 | 0 | |
| Straty eskadry    | | | |
| polegli           | ppor. Cyruliński, por. Sawicki, por. Wilczyński; kpr. Ślebioda                                                           | ppor. Cyruliński, por. Sawicki, por. Wilczyński; kpr. Ślebioda                                                           | ppor. Cyruliński, por. Sawicki, por. Wilczyński; kpr. Ślebioda                                                           |
| zaginęli          | kpt. Zaleski, por. Gardulski, por. Jaworski, por. Mikienko, por. Rejecki; sierż. Nowak, kpr. Michalak, kpr. Zajączkowski | kpt. Zaleski, por. Gardulski, por. Jaworski, por. Mikienko, por. Rejecki; sierż. Nowak, kpr. Michalak, kpr. Zajączkowski | kpt. Zaleski, por. Gardulski, por. Jaworski, por. Mikienko, por. Rejecki; sierż. Nowak, kpr. Michalak, kpr. Zajączkowski |
| Samoloty          | | | |
| Stan              | uzupełnienie | zniszczone | ewakuacja |
| 7 RWD-14 Czapla   | 0 | 7 | 0 |

## Personel eskadry
| Stopień   | Imię i nazwisko       | Okres pełnienia służby   |
| --------- | --------------------- | ------------------------ |
| kpt. pil. | Bernard Adamecki      | XI 1934 – 1 XII 1935     |
| kpt. obs. | Mieczysław Wiśniowski | 1 XII 1935 – X 1936      |
| kpt. pil. | Marian Tarnowski      | X 1936 – 1 VIII 1937     |
| kpt. pil. | Feliks Kulesza        | 1 VIII 1937 – 24 XI 1938 |
| kpt. obs. | Gerard Mann           | 24 XI 1938 – 1 III 1939  |
| kpt. obs. | Stanisław Krzymowski  | 1 III 1939 – VI 1939     |
| kpt. obs. | Stanisław Zaleski     | VI – IX 1939             |

| Stanowisko    | Stopień, imię i nazwisko         | Przydział we IX 1939 |
| ------------- | -------------------------------- | -------------------- |
| dowódca       | kpt. Stanisław Kostka Krzymowski |                      |
| dowódca I/33  | por. Jan Jaworski                |                      |
| dowódca II/33 | por. Stanisław Błażej Gardulski  |                      |
| obserwator    | por. Wincenty Iwankiewicz        |                      |
| obserwator    | ppor. Zygmunt Rattay             |                      |
| obserwator    | ppor. Józef Tomaszewski          |                      |

| Stanowisko      | Stopień imię i nazwisko | Stopień imię i nazwisko                                                                  |
| --------------- | --- | ---------------------------------------------------------------------------------------- |
| dowódca eskadry | kpt. obs. Stanisław Zaleski | kpt. obs. Stanisław Zaleski                                                              |
| szef esakdry    | st. sierż. Władysław Mańczak | st. sierż. Władysław Mańczak                                                             |
|                 | I pluton | II pluton                                                                                |
| dowódca plutonu | por. obs. Jan Jaworski | por. pil. Stanisław Gardulski                                                            |
| obserwatorzy    | por. obs. Antoni Mikienko por. obs. Henryk Cyruliński por. obs. Zygmunt Rattay                                                          | ppor. obs. Tadeusz Sawicki ppor. obs. Józef Tomaszewski ppor. obs. Aleksander Wilczyński |
| piloci          | ppor. rez. pil. Jan Rejecki sierż. pil. Stefan Nowak kpr. pil. Jan Michalak kpr. pil. Mieczysław Orłowski kpr. pil. Marian Zajączkowski | kpr. pil. Jan Barankiewicz kpr. pil. Antoni Sypniewski kpr. pil. Brunon Ślebioda         |
| szef mechaników | st. majster wojsk. Jan Szczuraszek | majster wojsk. Wacław Szczublewski                                                       |

## Wypadki lotnicze
- 17 lutego 1938, w czasie ćwiczeń zimowych w okolicach Starczenowa, zginęła załoga por. obs. Henryk Tomalak i kpr.pil. Kurt Lakowski[6].
- 21 kwietnia 1939, podczas lotu w rejonie Stęszewka, wypadł z samolotu por. obs. Wincenty Iwankiewicz ponosząc śmierć na miejscu[7].

## Samoloty eskadry
We wrześniu 1939 na uzbrojeniu eskadry znajdowało się 7 samolotów RWD-14 Czapla.

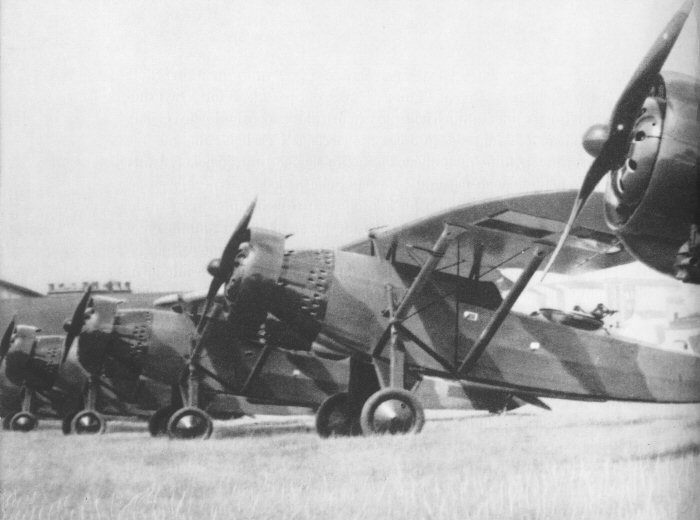
Lublin R.XIII (1934–1939)
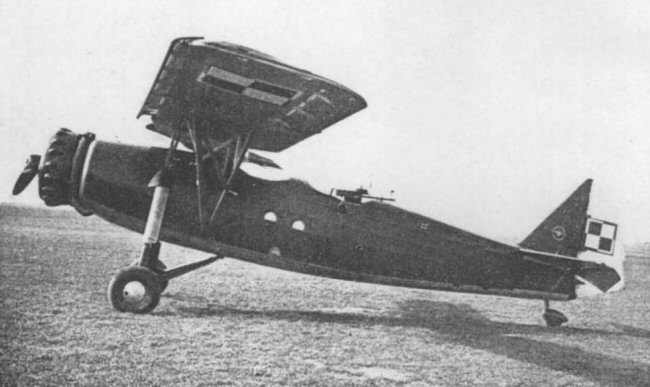
RWD-14 Czapla (1939)
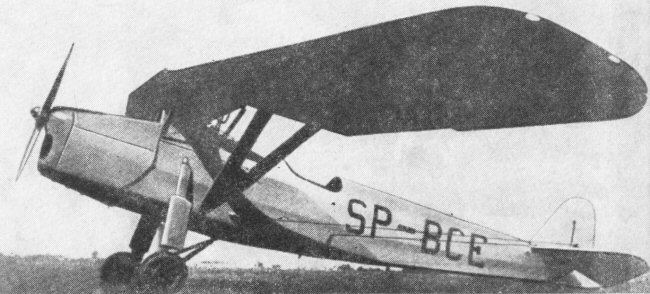
RWD-8 (łącznikowy)